# Dumaagiin Sodnom

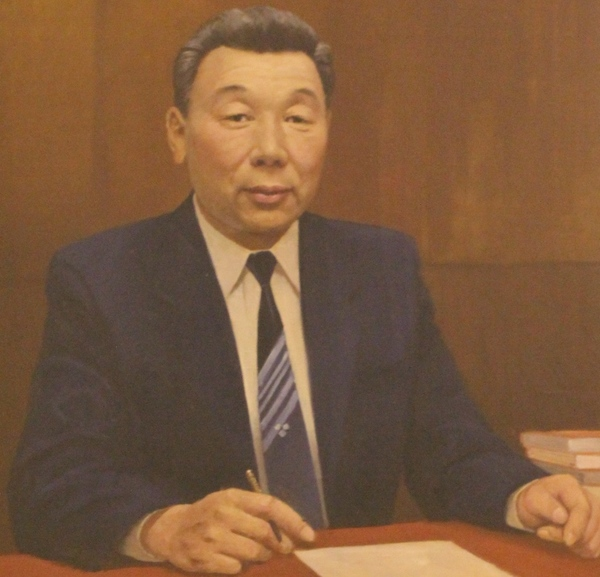
Dumaagiin Sodnom

Dumaagiin Sodnom (abweichende Namensschreibweise: Dumaagiyn Sodnom; mongolisch Думаагийн Содном; * 14. Juli 1933 in Örgön, Dorno-Gobi-Aimag, Mongolei) ist ein Politiker der Mongolischen Revolutionären Volkspartei (MRVP) in der Mongolischen Volksrepublik, der unter anderem zwischen 1984 und 1990 Ministerpräsident der Mongolischen Volksrepublik war.

## Leben
Dumaagiin Sodnom besuchte zunächst Schulen in der Chentii-Aimag und daraufhin von 1946 bis 1950 die Technische Schule für Finanzen und Wirtschaft in Ulaanbaatar. Im Anschluss war er von 1950 bis 1954 Mitarbeiter des Finanzministeriums und wurde 1954 Mitglied der Mongolischen Revolutionären Volkspartei (Монгол Ардын Хувьсгалт Нам). Er absolvierte im Anschluss zwischen 1954 und 1958 ein Studium an der Hochschule für Finanzen und Wirtschaft in Irkutsk. Nach seiner Rückkehr war er von 1958 bis 1963 zunächst Leiter einer Abteilung im Finanzministerium.
1963 wurde Dumaagiin Sodnom erstmals in die Regierung berufen und übernahm im Kabinett von Ministerpräsident Jumdschaagiin Tsedenbal als Nachfolger von Bamdariin Dügersüren das Amt als Finanzminister. Dieses bekleidete er bis 1969 und wurde daraufhin von Tsendiin Molom abgelöst. 1966 wurde er zugleich Mitglied des Zentralkomitees (ZK) der MRVP. Nachdem er zwischen 1969 und 1972 Erster stellvertretender Vorsitzender im Range eines Ministers war, fungierte er von 1972 bis 1984 als Vorsitzender der Staatlichen Planungskommission und wurde daraufhin von Puntsagiin Dschasrai abgelöst. 1973 wurde er erstmals Mitglied des Großen Staats-Churals und gehörte diesem bis 1990 an. Zugleich übernahm er 1974 im Kabinett von Ministerpräsident Dschambyn Batmönch das Amt als Stellvertretender Vorsitzender des Ministerrates und war somit bis 1984 Vize-Ministerpräsident.
Am 12. Dezember 1984 übernahm Dumaagiin Sodnom schließlich von Dschambyn Batmönch somit das Amt als Vorsitzender des Ministerrates und somit als Ministerpräsident. Dieses bekleidete er bis zum 21. März 1990 und wurde daraufhin von Scharawyn Gungaadordsch abgelöst. Im Juli 1988 unterzeichnete er mit dem Vorsitzenden des Ministerrates der Sowjetunion, Nikolai Iwanowitsch Ryschkow, ein Abkommen zur Entwicklung der Wirtschaftsbeziehungen bis zum Jahr 2005. Seinem Kabinett gehörten zuletzt zwischen Januar und März 1990 unter anderem Puntsagiin Dschasrai als Erster Stellvertretender Ministerpräsident und Vorsitzender des Planungs- und Wirtschaftskomitees, Daschiin Bjambasüren und Scharawyn Gungaadordsch als Stellvertretende Ministerpräsidenten, Tserenpiliyn Gombosüren als Außenminister und Gombodschawyn Otschirbat als Minister für auswärtige Wirtschaftsbeziehungen und Versorgung an. Er war zugleich zwischen 1984 und 1990 Mitglied des Politbüros des ZK der MRVP.
Nach der politischen Wende 1990 im Gefolge von massenhaften Demonstrationen zur Demokratisierung in der Mongolei war Dumaagiin Sodnom von 1990 bis 1991 zunächst Direktor des Erdölunternehmens Mongol Gazryn Tos und daraufhin Berater des Goldabbauunternehmens Mongolyn Alt, ehe er zwischen 1992 und 1995 Berater des nunmehrigen Ministerpräsidenten Puntsagiin Dschasrai war. Seit August 1999 war er auch Berater von Ministerpräsident Rintschinnjamyn Amardschargal, der sich bis Juli 2000 im Amt befand. Er schrieb zahlreiche Artikel zur Finanz- und Wirtschaftssituation des Landes sowie zur Präsidentschaftswahl in der Mongolei 2009, die der Oppositionskandidat Tsachiagiin Elbegdordsch gewann.